# Serafino campanaro/Making Love
Serafino campanaro/Making Love è il 25º singolo discografico di Mina, pubblicato nel 1960 dall'etichetta discografica Italdisc.

## Storia
Ne esiste una versione promozionale per jukebox  con identico numero di catalogo. Ha un'unica copertina.
Entrambi i brani, arrangiati da Tony De Vita che accompagna Mina con la sua orchestra, si trovano anche nell'antologia su CD Ritratto: I singoli Vol. 1 del 2010.
Il brano Serafino campanaro fa parte sia dell'EP Coriandoli/Pesci rossi/Briciole di baci/Serafino campanaro, sia del secondo album ufficiale di Mina, Il cielo in una stanza, pubblicato il mese seguente. Insieme ad altri brani di Mina e di altri interpreti è stato utilizzato nella colonna sonora del film musicarello Io bacio... tu baci del 1961, in cui la cantante ricopre la parte della protagonista.
Il brano Making Love è la cover in italiano del brano originale inglese Makin' Love, scritto da Floyd Robinson e pubblicato dall'autore nel 1959 su 45 giri e nel 1960 sul suo album eponimo.
Mai pubblicato su album ufficiali, si trova nella raccolta Mina ...Di baci del 1993, oltre che in quella già citata.
T'amerò dolcemente, sembra essere il titolo del brano in italiano, ma non compare stampato su alcun supporto.
Mina ha inciso anche:
- l'originale in inglese, inserito nelle antologie Mina Export Vol. 2 del 1986, Mina canta in inglese del 1995 e Mina in the world del 2000.
- la versione in spagnolo, intitolata Locamente te amaré, presente nelle raccolte Mina canta in spagnolo (1995) e Mina latina due (1999).
- la traccia in francese, T'aimer follement, testo di Jacques Plait e André Salvet, reperibile al di fuori della discografia italiana, nell'EP con lo stesso titolo del 1960 e nella compilation Notre étoile del 1999.

## Tracce
Lato A
1. Serafino campanaro – 2:08 (testo: Nicola Salerno – musica: Mansueto De Ponti; edizioni musicali S. Cecilia)

Lato B
1. Making Love (Makin' Love) – 1:55 (testo: Antonietta De Simone – musica: Floyd Robinson; edizioni musicali Francis Day)